# Meneseteung

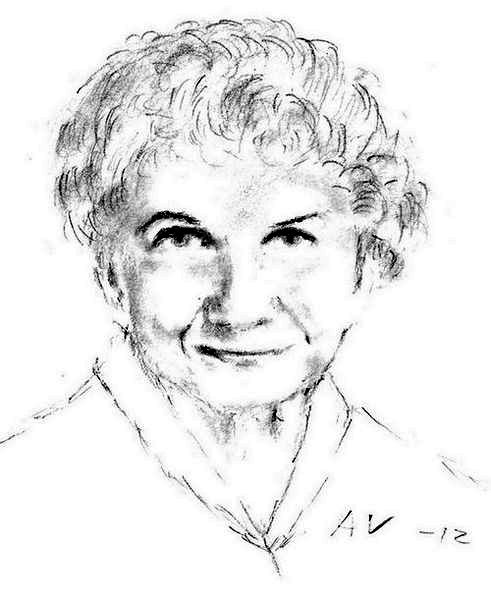
Alice Munro, Nobelpreis für Literatur 2013

Meneseteung ist eine Kurzgeschichte von Alice Munro von 1988 bzw. 1990, die als das bekannteste und am häufigsten analysierte Werk der Autorin gilt. Die verschiedenen Fassungen der Geschichte haben Interesse hervorgerufen und bereits der Titel ist mehrdeutig: Er wird in der Geschichte selbst als Name eines legendenhaften Ereignisses an der Mündung des Flusses der Gegend vorgestellt, im späteren Verlauf jedoch unmittelbar mit der weiblichen Menstruation als „Hoffnungszeichen“ assoziiert.
Meneseteung zählt zu den meistpublizierten Werken der Autorin. Im Band Alice Munro's Best hat die Story in englischer Sprache eine Länge von 21 Seiten. Sechs Abschnitte der Erzählung tragen die Bezeichnungen „I“–„VI“ und beginnen jeweils mit einigen Gedichtzeilen, der siebte und letzte beginnt mit „I looked for Almeda Roth in the graveyard“. Mit nur zwei Seiten ist der letzte Abschnitt der kürzeste.

## Handlung
Die Erzählung handelt von einer fiktiven Dichterin und Außenseiterin, die in der zweiten Hälfte des 19. Jahrhunderts gelebt und gewirkt hat, Almeda Joynt Roth. Indem die Ich-Erzählinstanz, deren Geschlecht unklar bleibt, aus Roths Gedichten und aus lokalen Zeitungsmeldungen zitiert und weitere mögliche Anhaltspunkte benennt, kommentiert sie die sozialen Verhältnisse der damaligen Zeit und die Lebensumstände der Dichterin, so wie sie sich deren Biografie rekonstruiert und ausmalt. Der Schluss der Erzählung bringt eine selbstkritische Wendung und ist im Rückblick wie im Ausblick offen. Wiederholt durchbricht die Geschichte Erzähl- und damit auch Bedeutungsebenen.

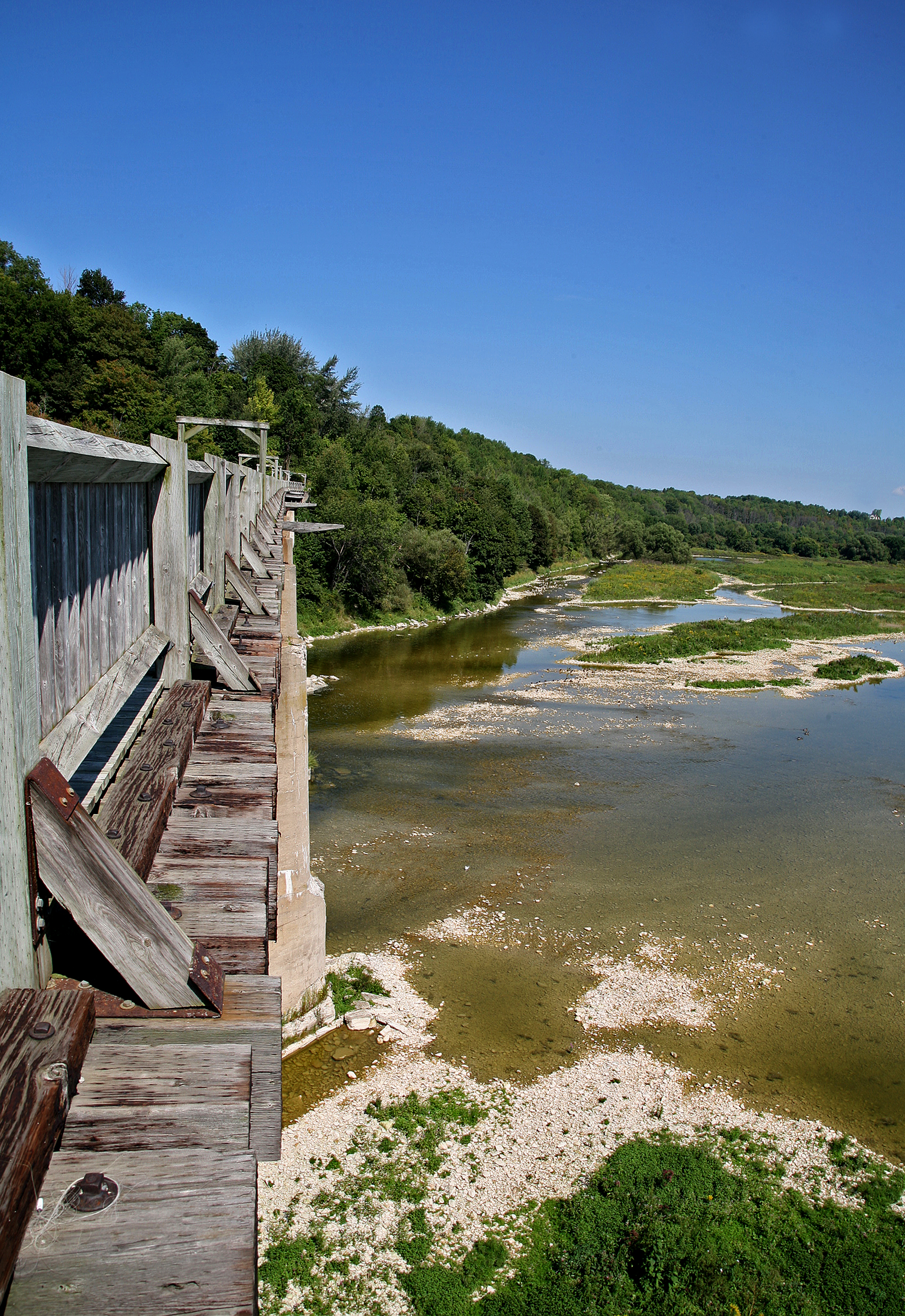
Über den Menesetung (auch Red oder Maitland River) wurde an seiner Mündung bei Goderich am Huronsee 1907 die längste Eisenbahnbrücke Ontarios gebaut, heute ein zu Fuß erlebbares Kulturdenkmal Kanadas

## Interpretationen
Für den Titel, das Thema und den Namen der Hauptfigur schlägt Sabrina Francesconi die folgende Kombinationsmöglichkeit vor: „Meneset(e)ung, Menace, Med(e)a“ und sie erörtert dazu wie auch zum Thema des Namengebens allgemein einige Aspekte. Das Ende der Erzählung, so Robert Thacker, hinterlasse in der Version, die 1988 im The New Yorker erschienen ist, ein hoffnungsvolles Signal. Hingegen werde mit dem neuen Schluss der Fassung von 1990 Wesentliches in Frage gestellt. Der Effekt des neuen letzten Abschnitts sei dabei größer als die Bedeutung der inhaltlichen Bezugnahme auf Einzelheiten der Geschichte in der Geschichte.

## Ausgaben und Versionen
„Meneseteung“ wurde erstmals am 11. Januar 1988 in The New Yorker publiziert. In einer weiter ausgearbeiteten zweiten Fassung ist die Story enthalten in: Friend of My Youth, 1990. Außerdem wurde sie aufgenommen in Selected Stories (1996), No Love Lost (2003) und Alice Munro’s Best: A Selection of Stories (2006). Auf Deutsch ist die Erzählung Teil der Sammlung Glaubst du, es war Liebe? in der Übersetzung von Karen Nölle-Fischer, zuerst verlegt bei Klett-Cotta in Stuttgart, 1991.
Die beiden wesentlichen Unterschiede zwischen der ersten Version von 1988 und der Fassung von 1990 bestehen darin, dass erstens am Ende des sechsten Abschnitts zwei Sätze hinzugefügt worden sind. In diesen werden Inhalt und Stil der lokalen Zeitung kommentiert, aus der die Todesnachricht von Almeda Roth und kurz darauf die von Jarvis Poulter, ihrem Nachbarn, zitiert worden waren. Zweitens ist das neue Ende der zweiten Fassung gegenüber der ersten inhaltlich aus einem gestrichenen Halbsatz entwickelt worden, der im vorletzten Satz des zunächst letzten Abschnitts den zweiten Teil ausgemacht hatte: „They will put things together, knowing all along that they may be mistaken“, (der so markierte Text wurde gestrichen). Der neue Schluss folgt direkt auf denjenigen der ersten Version und besteht aus fünf knappen Sätzen: „And they may get it wrong, after all. I may have got it wrong. I don't know if she ever took laudanum. Many ladies did. I don't know if she ever made grape jelly.“

## Sekundärliteratur
- Dennis Duffy, Too Little Geography; Too Much History: Writing the Balance in Meneseteung, in: (Eds.) Andrea Cabajsky, Brett Grubisic Josef, National Plots: Historical Fiction and Changing Ideas of Canada, Waterloo, ON: Wilfrid Laurier UP, 2010, S. 197–213.
- Sabrina Francesconi, Negotiation of Naming in Alice Munro’s Meneseteung, in: Journal of the Short Story in English (JSSE)/Les cahiers de la nouvelle, ISSN 0294-0442, n° 55 (Autumn 2010).
- Tracy Ware, 'And They May Get It Wrong, After All': Reading Alice Munro's Meneseteung, in: (Eds.) Andrea Cabajsky, Brett Grubisic Josef, National Plots: Historical Fiction and Changing Ideas of Canada, Waterloo, ON: Wilfrid Laurier UP, 2010, S. 67–79.
- Klaus P. Stich, Letting Go with the Mind: Dionysus and Medusa in Alice Munro's Meneseteung, in: Canadian Literature, 2001 Summer; 169: 106–25.
- Gianfranca Balestra, Alice Munro as Historian and Geographer: A Reading of Meneseteung, in: (Eds.) Liana Nissim, Carlo Pagetti, Intersections: La narrativa canadese tra storia e geografia, Milan, Italy: Cisalpino, 1999, S. 119–36.
- Deborah Heller, Getting Loose: Women and Narration in Alice Munro's Friend of My Youth, in: Thacker, Robert (ed. and introd.), The Rest of the Story: Critical Essays on Alice Munro. Toronto, ON: ECW, 1999, S. 60–80. (Ab S. 70 zu Meneseteung)
- Kathleen Wall, Representing the Other Body: Frame Narratives in Margaret Atwood's Giving Birth and Alice Munro's Meneseteung, in: Canadian Literature, 1997 Autumn; 154: 74–90.
- Dermot McCarthy, The Woman out Back: Alice Munro's Meneseteung, in: Studies in Canadian Literature/Études en littérature canadienne (SCL/ÉLC), 1994; 19 (1): 1–19.
- Pam Houston: A Hopeful Sign: The Making of Metonymic Meaning in Munro’s Meneseteung’, in: The Kenyon Review (New Series), Vol. 14, No. 4 (1992), S. 79–92.